# Малянково
Малянково (пол. Malankowo, нім. Malankowo) — село в Польщі, у гміні Лісево Хелмінського повіту Куявсько-Поморського воєводства.
Населення — 257 осіб (2011).
У 1975-1998 роках село належало до Торунського воєводства.

## Демографія
Демографічна структура станом на 31 березня 2011 року:
|          | Загалом | Допрацездатний вік | Працездатний вік | Постпрацездатний вік |
| -------- | ------- | ------------------ | ---------------- | -------------------- |
| Чоловіки | 128     | 32                 | 86               | 10                   |
| Жінки    | 129     | 34                 | 73               | 22                   |
| Разом    | 257     | 66                 | 159              | 32                   |